# Grupa trzymająca władzę
Grupa trzymająca władzę (GTW) – zwrot użyty przez Lwa Rywina w rozmowie z Adamem Michnikiem w połowie 2002 r. na określenie działającej wspólnie, zakamuflowanej grupy osób, do której faktycznie miałaby należeć, w sposób jawny lub zatajony, władza w Polsce, lub też mającej na nią duży wpływ.

Jest grupa, która zawołała mnie: [...]. I ta grupa po prostu znaczy z jednej strony gwarantuje ci ustawę i gwarantuje ci akceptacje zakupu [Polsatu]. [...] Ponieważ ta grupa trzyma w ręku władzę [...]

Domniemany skład tej grupy (o ile taka w ogóle istniała) stał się jednym z popularniejszych tematów rozważań prasy bezpośrednio po ujawnieniu afery Rywina w 2003 r., a samo określenie „grupa trzymająca władzę” szybko stało się popularnym sloganem i zaczęło żyć własnym życiem, oddalając się od pierwotnego znaczenia, stając się bardzo popularnym zwrotem potocznym, a trafiając m.in. do języka reklamy oraz do programów kabaretowych.
O udział w tej grupie opozycja  podejrzewała osoby związane z rządzącą partią SLD, oraz mające udział w przygotowywaniu przepisów antykoncentracyjnych. Przede wszystkim wymieniano takie osoby jak: Leszek Miller, Aleksandra Jakubowska, Robert Kwiatkowski, Lech Nikolski, Włodzimierz Czarzasty i inni członkowie KRRiT, bliżej nieokreślone osoby związane ze Stowarzyszeniem „Ordynacka”, a także szereg innych.
Oprócz słów Rywina nie było bezpośrednich dowodów na istnienie takiej grupy ani na przynależność kogokolwiek do niej. Istniały jednak liczne poszlaki, takie jak billingi telefoniczne, sprzeczne zeznania prawdopodobnych członków grupy skonfrontowane z zeznaniami osób nie zaangażowanych bezpośrednio w aferę, zawartość twardych dysków komputerów biura legislacyjnego Ministerstwa Kultury i osobistego komputera Aleksandry Jakubowskiej, wskazujące, że pewna grupa osób uczestniczyła w niejasnych operacjach w związku ze sporządzaniem przepisów antykoncentracyjnych w przygotowywanej przez Ministerstwo Kultury ustawie o mass-mediach. Nie zostało jednak do końca wyjaśnione, jakie miałyby być powiązania między tymi działaniami a „grupą trzymającą władzę” i jaki był dokładnie skład oraz mechanizm działania tej grupy.
5 kwietnia 2004 roku sejmowa komisja śledcza uchwaliła wbrew woli jej przewodniczącego Tomasza Nałęcza, głosami przedstawicieli SLD, Samoobrony i 1 niezrzeszonego (w sumie 5 głosów za, 4 przeciw, jeden z członków komisji był nieobecny) raport przygotowany przez Anitę Błochowiak, stwierdzający, że żadnej „grupy trzymającej władzę” nie było, zaś Lew Rywin działał sam.
Od raportu tego odcięła się grupa posłów, członków komisji, łącznie z jej przewodniczącym, którzy przygotowali mniejszościowe wersje raportu. Raport przygotowany przez posła Ziobrę stwierdzał, że taka grupa istniała i przedstawiał odmienny scenariusz wydarzeń i prawdopodobny skład tej grupy.
24 września 2004 raport Zbigniewa Ziobry został uznany za ostateczne sprawozdanie sejmowej komisji. Sejm uznał głosowanie z 28 maja 2004, kiedy raport ten uzyskał bezwzględną większość głosów, za ostatecznie przesądzający sprawę. Według raportu komisji grupę trzymającą władzę tworzyli: Leszek Miller, Aleksandra Jakubowska, Robert Kwiatkowski, Włodzimierz Czarzasty i Lech Nikolski.
10 grudnia 2004 Sąd Apelacyjny w Warszawie skazał Lwa Rywina za pośrednictwo w płatnej protekcji, uznając tym samym, że działał on w czyimś imieniu. Nie wskazał jednak czyim, w szczególności, czy było to w imieniu „grupy trzymającej władzę”.